# Friedrich August Heinrich Martitz
Friedrich August Heinrich Martitz (* 27. Mai 1787 in Berlin; † 23. März 1865 in Breslau) war ein preußischer Generalmajor.

## Leben

### Herkunft
Seine Eltern waren der preußische Sekondeleutnant der Reitenden Artillerie Philipp Erdmann Martitz (1761–1802) und dessen Ehefrau Marie Elisabeth, geborene Koch (1766–1808).

### Leben
Martitz trat am 11. Mai 1801 als Kanonier in das Feld-Artilleriekorps der Preußischen Armee ein und nahm während des Vierten Koalitionskrieges an der Verteidigung von Erfurt teil. Anschließend kam er zur Armee nach Ostpreußen und avancierte nach dem Frieden von Tilsit Ende Mai 1807 zum Sekondeleutnant. Am 21. Februar 1809 erfolgte seine Versetzung in die Brandenburgische Artilleriebrigade. Während der Befreiungskriege Kämpfte er in den Schlachten bei
Großgörschen, Bautzen, Dresden und Kulm. Bei Leipzig wurde er verwundet und mit dem Eisernen Kreuz II. Klasse ausgezeichnet. Ferner kämpfte er bei Haynau, Peterswaldau, Nollendorf und der Belagerung von Erfurt. Für sein Wirken in der Schlacht bei Waterloo erhielt Martitz 1815 den Orden der Heiligen Anna III. Klasse sowie das Eiserne Kreuz I. Klasse. Am 3. Mai 1815 wurde er zum Premierleutnant befördert.
Am 23. Mai 1816 kam Martitz als Kapitän und Kompaniechef in die 6. Artillerie-Brigade und stieg Mitte Dezember 1825 zum Major und Abteilungskommandeur auf. Anlässlich des Ordensfestes wurde er im Januar 1839 mit dem Roten Adlerorden IV. Klasse ausgezeichnet und am 30. März 1840 zum Oberstleutnant. Am 5. Juni 1841 beauftragte man Martitz mit der Führung der 1. Artillerie-Brigade und ernannte ihn am 13. Januar 1842 zum Brigadier. In dieser Eigenschaft avancierte er am 7. April 1842 zum Oberst und wurde am 8. Februar 1844 unter Verleihung des Charakter als Generalmajor mit einer Pension von 1750 Talern zur Disposition gestellt. Am 12. März 1844 erhielt er seinen Abschied. Er starb am 23. März 1865 in Breslau.
Der Inspekteur General von Scharnhorst schrieb 1843 in seiner Beurteilung: „Eifrig und Willig im Dienst, besitzt derselbe die nötigen Fähigkeiten und Kenntnisse, welche gewöhnlich von einem Brigadier der Artillerie verlangt werden. Besondere Talente und Fähigkeiten hat er nicht. Seine moralische Führung ist gut.“

### Familie
Martitz heiratete am 29. September 1812 in Breslau Karoline Freiin von Bode (1780–1855).